# Halldór Smári Sigurðsson
Halldór Smári Sigurðsson (4 ottobre 1988) è un ex calciatore islandese, di ruolo difensore.

## Carriera

### Club
Vanta oltre 200 presenze con il Víkingur.

## Palmarès

### Club

#### Competizioni nazionali
- Coppa d'Islanda: 3

Víkingur: 2019, 2021, 2022
- Campionato islandese: 1

Víkingur: 2021
- Supercoppa d'Islanda: 1

Víkingur: 2022